# Будинок готелю (Батурин)
Будинок готелю — пам'ятка архітектури місцевого значення в Батурині.

## Історія
Наказом Міністерства культури і туризму від 21.10.2011 № 912/0/16-11 надано статус «пам'ятник архітектури місцевого значення» з охоронним № 5538-Чр під назвою «Готель». Встановлено інформаційну дошку.
Один із 35 об'єктів комплексу Національного історико-культурного заповідника «Гетьманська столиця».

## Опис
Протягом тривалого часу будинок готелю Стокоза є домінантою історичного центру Батурина та його невід'ємною складовою. Кам'яний, двоповерховий на двох підлозі підвалах, прямокутний у плані будинок (23,5 м х 12,8 м х 7,5 м), з чотирисхилим дахом. Без ліпного декору фасад розчленовує міжповерховий карниз (тяга) і завершує вінчаючий карниз, другий поверх акцентований лопатками.
Немає єдиної думки про дату будівництва будівлі: одні дослідники вважають, що готель був побудований родиною Стокозів у середині ХІХ століття, інші — датують споруду більш раннім періодом: разом із торговими рядами збудовані за часів Кирила Розумовського. Стіни першого і другого поверху мають різну ширину — стіни другого поверху — ймовірно, другий поверх був надбудований пізніше. Склепіння двох напівпідвалів, отвори дверей та вікон арочні. Висота напівпідвального приміщення 2,65 м, у його стінах є ніші, де раніше були полиці. Будівля збереглася у споконвічному вигляді, але з невеликими змінами, наприклад, раніше над входом по центру фасаду був балкон із дверима на другому поверсі (тепер вікно). Також раніше був вхід з вулиці до лівого напівпідвалу і ймовірне приміщення використовувалося як корчма.
Після жовтня 1917 року у приміщенні розміщувалися райвиконком та райком партії, державний банк, районне управління сільського господарства (Батуринського району). Після ліквідації Батуринського району 1960 року (увійшов до складу Бахмацького) будинок перейшов на баланс школи-інтернату — тут розмішався гуртожиток.